# Polyrhachis menelas
Polyrhachis menelas é uma espécie de formiga do gênero Polyrhachis, pertencente à subfamília Formicinae.